# 54-я армия (СССР)
54-я армия (54 А), (с 5 сентября по 25 сентября 1941 54-я отдельная армия) — оперативное войсковое объединение (общевойсковая армия) в составе Вооружённых Сил СССР во время Великой Отечественной войны.

## История
Управление 54-й армии сформировано 5 сентября 1941 года по директиве Ставки ГК от 2 сентября 1941 года на базе управления 44-го стрелкового корпуса как отдельная армия с непосредственным подчинением Ставке Главного Командования.
В составе действующей армии с 5 сентября 1941 года по 16 октября 1944 года.
При формировании в армии были 285, 286, 310, 294 стрелковые дивизии, 27-я кавалерийская дивизия, 122-я танковая бригада, 119-й отдельный танковый батальон, 881, 882, 883 артиллерийские полки, 2-й дивизион «Катюш», 5, 135, 136 инженерные батальоны, 539-й отдельный минно-сапёрный батальон, 159-й отдельный моторизованный понтонно-мостовой батальон и некоторые другие подразделения.

### 1941
Армия формировалась и укомплектовывалась в районе Волхова с 3 сентября 1941 года. 7 сентября 1941 года в район формирования прибыло управление 44-го стрелкового корпуса и был создан штаб армии. Армия формировалась с целью прикрытия Ленинграда с востока, недопущения прорыва войск противника к Ладожскому озеру, и развития его наступления на восток по берегу Ладожского озера. Однако немецкие части опередили развёртывание армии и 8 сентября 1941 года, силами 20-й моторизованной дивизии взяв Шлиссельбург, замкнули кольцо блокады. В результате армия с 9-10 сентября 1941 года не закончив развёртывание, была вынуждена приступить к проведению операции, получившей в советской историографии название Синявинской, предпринятой с целью восстановления сухопутных коммуникаций Ленинграда с остальной страной.
Соединения армии вводились в бой по частям. 10 сентября 1941 года 286-я стрелковая дивизия предприняла наступление в направлении на Мгу из района Сиголово, но была остановлена и отброшена частями немецкой 12-й танковой дивизии. 128-я стрелковая дивизия и 310-я стрелковая дивизия перешли в наступление на Синявино. 10 сентября 1941 года в бою у Синявино части 128-й стрелковой дивизии (на тот момент из состава 48-й армии) вместе со 122-й танковой бригадой неожиданным ударом захватили у противника ценные штабные документы и трофеи; впрочем этот успех не повлиял на общую оперативную обстановку.
310-я стрелковая дивизия наступала одним полком от Гонтовой Липки на Рабочий посёлок № 7, продвинулась за реку Чёрная, но контрударом была отброшена на исходные. Другим полком дивизия наступала от Гайтолово, и также была отброшена, при этом полк едва избежал полного окружения. Затем дивизия предпринимала безрезультатные удары в районах 1-го Эстонского посёлка, Тортолово, Мишкино, пытаясь развить наступление на Мгу, но не смогла сломить оборону противника.
11 сентября 1941 года противник предпринял наступление из района Вороново на Хандрово, и ему удалось вклиниться в оборону 286-й стрелковой дивизии и разгромить штаб дивизии. Однако пробиться к Хандрово противнику не удалось и он был отброшен на исходные позиции.
Активные попытки наступательных боёв в полосе армии продолжались до конца сентября 1941 года, однако и в октябре предпринимались тщетные попытки взломать немецкую оборону и соединиться с войсками Невской оперативной группы, которые к тому времени захватили плацдарм на южном берегу Невы, впоследствии известный как Невский пятачок.
С 20 октября 1941 года армия вновь переходит в наступление в ходе 2-й Синявинской операции 1941 года. Силами 310-й стрелковой дивизии со 122-й танковой бригадой и 3-й гвардейской стрелковой дивизии c 16-й танковой бригадой армия переходит в наступление вновь от Гонтовой Липки на Рабочий посёлок № 7 — Синявино, вновь продвинулась за реку Чёрная. Также удар наносился из района Тортолово на Мгу силами 286-й стрелковой дивизии и 4-й гвардейской стрелковой дивизии. Но к этому времени немецкие войска начали наступление на Тихвин, захватили плацдармы у Грузино и отбросили от Волхова части 4-й армии и 52-й армии. 54-я армия 28 октября 1941 года была вынуждена остановить своё наступление на Мгу и Синявино.
54-й армии на своём участке обороны от Ладожского озера до почти Киришей было 23 октября 1941 года приказано не прекращать активных действий, при этом выделить из своего состава уже 24 октября 1941 года 310-ю стрелковую дивизию, 4-ю гвардейскую стрелковую дивизию, 882-й кавалерийский полк для защиты Волхова и Тихвина. Естественно, что ни о каких более или менее результативных наступательных действиях армии речь уже не шла, но командование продолжало требовать от 54-й армии соединения с войсками, наступающими от Ленинграда, и вследствие этого попытки наступления в направлении Синявино продолжались до 9 ноября 1941 года.
Из доклада командующего армией ген. М.С.Хозина:
Товарищ Василевский, всё это мне понятно, и я не против того, что Вы предполагаете. Но поймите, дело обстоит так, что последними боями армия истощилась в живой силе; в полках осталось по 300 максимум, а в некоторых по полтораста человек, особенно в 3-й гв. с. д., 128 с. д.. Такое же положение в 310-й и 4-й гв. с. д., которые я вывожу для переброски в Тихвин.
12 ноября 1941 года из выделенных из состава 54-й армии соединений и войск правого фланга 4-й армии, отступающих по берегам Волхова к Ладожскому озеру, формируется Волховская оперативная группа, которая была подчинена командующему 54-й армией. В полосе собственно 54-й армии противник особой активности не проявлял: три стрелковые дивизии, одна стрелковая и одна танковая бригады оборонялись на рубеже Липка — Лодва фронтом на запад и усилия командования армией в основном были сосредоточены на руководстве группой, с тем, чтобы не допустить падения Войбокало — Волхова, железной дороги Тихвин — Волхов и выхода немецких войск к Ладоге. Перед командованием армии была поставлена задача «Привести части, дерущиеся на волховском направлении, в порядок, усилить их пополнение за счёт тылов, всевозможных отрядов, подразделений охранных войск, каковые находились в районе Волхов, Новая Ладога, Сясьстрой». В состав армии была возвращена авиация и направлены подкрепления. Бои южнее Волхова и Войбокало отличались крайней ожесточённостью, но советским войскам удалось удержать в своих руках и Волхов, остановив противника практически на окраинах города, и оставить за собой Войбокало, сохранив железнодорожную ветку. Фронт стабилизировался в 6 километрах к югу и юго-востоку от Волхова и непосредственно у станции Войбокало. Напряжённые оборонительные бои в полосе армии (точнее, в полосе Волховской оперативной группы) продолжались до 25 ноября 1941 года. 26 ноября 1941 года армия нанесла контрудар.
Противником войск армии была созданная 20 ноября 1941 года немецкая группа «Бекман», которая имела в своём составе четыре пехотные дивизии и подразделения 8-й и 12-й танковых дивизий. Перед операцией 54-я армия получила задачу нанести удар по частям противника от Войбокало и Волхова в общем направлении на Кириши, отрезать группе и 39-му моторизованному корпусу пути отхода на запад и во взаимодействии с войсками 4-й армии уничтожить их. К началу операции значительно пополненная армия насчитывала 83,5 тысячи человек, 1156 орудий и миномётов и 18 танков.
Ещё 24 ноября 1941 года армия предприняла попытку соединения с войсками Невской оперативной группы, наступая силами 80-й стрелковой дивизии прямо по льду Ладожского озера на Шлиссельбург, что закончилось безрезультатно: дивизию положили на открытом льду пулемётным и миномётным огнём.
28 ноября 1941 года войска левого фланга армии (четыре стрелковых дивизии и бригада морской пехоты) перешли в наступление и отбросили противника от юго-восточных подступов к Волхову, где немецкие части угрожали железной дороге Волхов — Тихвин, после чего фронт там временно стабилизировался, а с 3 декабря 1941 года армия развернула наступление и западнее Волхова в общем направлении на Кириши. Ударная группа в составе 311-й, 285-й, 80-й стрелковых дивизий, 6-й бригады морской пехоты при поддержке 122-й танковой бригады в первый день наступления вклинилась в оборону противника и блокировала его опорные пункты в Опсала, Овдекала, Тобино, Падрила и совхозе «Красный Октябрь», однако наступление было остановлено южнее Войбокало двумя пехотными дивизиями, переброшенными из-под Красногвардейска. Командованием в бой были введены 115-я и 198-я стрелковые дивизии, переброшенные из Ленинграда. 15 декабря эти дивизии нанесли удар из района Рабочих посёлков № 4 и № 5 в направлении на Оломну, угрожая тылам основной группировке противника, действовавшей юго-восточнее Войбокало. За два дня боёв дивизии продвинулись на 20 километров к Оломне, и 18 декабря 1941 года в наступление вновь перешли основные силы армии и, уничтожив блокированные гарнизоны противника в населённых пунктах Оломна, Падрила, Воля, начали быстро продвигаться к югу. К 28 декабря части 54-й армии отбросили противника за железную дорогу Мга-Кириши и завязали бои за  Посадников Остров, Ларионов Остров и Кириши. В бои за станцию Погостье, под которой в дальнейшем советские войска увязнут на два года, армия силами 281-й стрелковой дивизии вступила уже 15 декабря 1941 года, 17 декабря 1941 года сумела взять станцию, но 19 декабря 1941 года была выбита со станции. С 20 декабря 1941 года завязываются бои по линии железной дороги, в ходе которых немецкие войска несколько отбросили войска 54-й армии от железной дороги. 27 декабря 1941 года части 54-й армии пытаются контратаковать противника и вновь подходят на подступы к Погостью, - 281-я стрелковая дивизия перерезает железную дорогу в 2 километрах северо-восточнее Погостья, 80-я стрелковая дивизия перерезала дорогу в районе разъезда Жарок, 311-я стрелковая дивизия смогла прорваться через железную дорогу у Посадникова Острова и у Ларионова Острова, и, угрожая окружением Киришей, выдвинулась в немецкий тыл.

### 1942
Любанская операция
17 декабря 1941 года Ставкой Верховного Главнокомандования была задумана операция, в дальнейшем получившая название Любанской. Задачи на операцию ставились глобальные и заключались они не только в разрыве кольца блокады Ленинграда, но и освобождении Новгорода и разгроме всех войск противника восточнее Ленинграда.
Перед 54-й армией, продолжавшей вести напряжённые бои на участке железной дороги Мга-Кириши ведущей  ставилась ограниченная задача содействия Волховскому фронту в разгроме врага, обороняющегося под Ленинградом, и в освобождении Ленинграда от блокады. Удар армия наносила на юго-запад на участке от Погостья до Посадникова острова, в общем направлении на Любань, имея в перспективе (с развитием событий) соединение с частями 2-й ударной армии в районе Любани и окружением немецких частей, которые занимали позиции по левому берегу Волхова от Грузино до имевшегося в Киришах плацдарма на правом берегу реки.
Однако наступление войск армии нельзя было в конечном итоге признать удачным. С началом операции наступление войск армии планировалось в направлении Тосно, на соединение с войсками 55-й армии. Впрочем, это в конечном итоге не повлияло на результаты операции, поскольку армия и к концу операции смогла углубиться во вражеские позиции не настолько, чтобы можно было говорить об определённом направлении удара.
Из воспоминаний В.И. Щербакова, командира 11-й стрелковой дивизии:

Главный удар армия наносила центральной группой дивизий: 281-й, 3-й гвардейской и 285-й стрелковыми дивизиями. Хорошо укомплектована была только 11-я стрелковая дивизия. Остальные дивизии понесли перед тем большие потери, полки их были очень малочисленны. По этой причине 3-я гвардейская стрелковая дивизия фактически не наступала. С самого начала наступления операция была обречена на неудачу. Безответственно отнёсся к организации боя и взаимодействия ударной группировки штаб армии. Каждая дивизия наступала в отведённой ей полосе по своему усмотрению, не в связи с планом операции
С 13 января 1942 года армия перешла в наступление и сразу же завязла в боях за Погостье и железнодорожную насыпь. Без всяких успехов армия ведёт напряжённые бои до февраля 1942 года, и лишь в первой декаде февраля 1942 года сумела достичь некоторых частных успехов. Вплоть до апреля 1942 года армия ведёт тяжёлые бои, очень медленно расширяя выступ у Погостья.
О напряжённости боёв свидетельствует Н.Н. Никулин, солдат-пехотинец:

В армейской жизни под Погостьем сложился между тем своеобразный ритм. Ночью подходило пополнение — тысяча, две, три тысячи человек. То моряки, то маршевые роты из Сибири, то блокадники. Их переправляли по замёрзшему Ладожскому озеру. Утром после редкой артподготовки они шли в атаку. Двигались черепашьим шагом, пробивая в глубоком снегу траншеи. Да и сил было мало, особенно у ленинградцев. Снег стоял выше пояса, убитые не падали, застревая в сугробе. Трупы  засыпало свежим снежком. На другой день была новая атака... Много убитых видел я на войне, но такого зрелища, как в Погостье зимой 1942 года, видеть больше не довелось. Мёртвыми телами был забит не только переезд, они валялись повсюду. — http://thelib.ru/books/syakov_yu/volhov_v_ogne-read.html
В марте 1942 года войска армии сумели прорвать оборону противника в районе Шалы в 15 километрах восточнее Погостья, расширив прорыв до 25 километров, продвинулись на 20 километров к югу в направлении Любани, очистили от противника Погостье и захватили крупные населённые пункты и узлы сопротивления на подступах к Любани - Кондую, Смердыню, Кородыню. Однако к концу марта 1942 года соединения армии были окончательно остановлены на рубеже реки Тигода. Основание «погостьинского» выступа проходило по железной дороги Мга - Кириши. Передовая линия армии начиналась справа от стыка с 8-й армией у деревни Лодва, затем на юг в сторону железной дороги и выходила на неё в районе пересечения ручьём Дубок железной дороги, далее проходила по насыпи железной дороги и не доходя до станции Погостье около километра снова на юг к реке Мга, затем по северной окраине болота Ковригина Гладь поворачивала на запад к деревне Виняголово (сама деревня находилась в руках противника). Далее следуя по северной оконечности большого Макарьевского болота, параллельно дороге Костово-Виняголово, снова продолжалась на юг к развалинам Макарьевского монастыря и находящейся рядом деревне Макарьевская Пустынь, затем на юго-восток к деревни Смердыня и далее к деревни Кородынька, где был пик выступа. Это было всё, чего смогли достичь войска армии в ходе почти трёхмесячных ожесточённых боёв, сопровождавшихся огромными потерями. Потом линия фронта следовала на северо-восток в направлении Липовика - Дубовика, огибая деревню Дубовик с севера, доходила до ручья Витка и затем к северу шла в направлении деревни Посадников остров, снова выходя на железнодорожную ветку Мга-Кириши. От железной дороги линия фронта шла на север к окраине болота Соколий Мох, огибала с севера деревню Ларионов остров и примыкала к 4-й армии приблизительно у основания вражеского Киришского плацдарма. За время операции армия потеряла около 43 000 человек.
В апреле 1942 года армия приступает к боям за деревню Виняголово, но это наступление оказалось неудачным, и армия в мае 1942 года переходит к обороне на достигнутых рубежах. До конца 1942 года армия ведёт позиционные бои на занимаемых позициях.

### 1943
В как таковой операции, поименованной в историографии как Прорыв блокады Ленинграда, армия не участвовала. Однако при этом надо иметь в виду, что планы на операцию не ограничивались собственно установлением небольшого сухопутного коридора с осаждённым городом, а были глобальней и вновь предполагали собой очищение от противника территории восточнее Ленинграда. В рамках операции было запланировано в том числе наступление навстречу друг другу войск 55-й армии от юго-восточных окраин Ленинграда, и войск 54-й армии с позиций на погостьинском выступе, в дальнейшем получившее название малоизвестной Смердынской операции для 54-й армии и Красноборской операции для 55-й армии.
Перед армией стояла задача: «ударной группе войск 54-й армии прорвать фронт противника на участке Макарьевская Пустынь, Смердыня, Егорьевка, Кородыня. Главный удар нанести в направлении: Васькины Нивы, Шапки, с целью выхода в тыл Синявинской группировки противника. Ближайшая задача: разбить противостоящего противника в районе: Макарьевская Пустынь, Смердыня, Кородыня, выйти на рубеж: Костово, Бородулино, перерезать шоссе и ж.д. в районе Любань». Против войск армии на 100-километровом участке фронта действовали 69-я, 132-я и 81-я пехотные дивизии.
10 февраля 1943 года соединения армии перешли в наступление. Несмотря на сильную артиллерийскую и авиационную подготовку, войска армии в первый день почти не продвинулись. На второй день наступления 198-я и 311-я дивизии при поддержке 124-й танковой бригады, прорвав первую полосу обороны между Макарьевской Пустынью и Смердыней, смогли подойти к основному рубежу противника, который был хорошо спланирован и насыщен инженерными сооружениями. Там наступление остановилось. Не помог ввод в бой и 165-й стрелковой дивизии.

На этом участке фронта линия обороны неприятеля представляла собой большой двухметровый бревенчатый забор, состоявший из двух стен, заполненных землёй.— Илья Прокофьев. Советская авиация в боях над Красным Бором и Смердыней. Февраль-март 1943.
14 февраля 1943 года в составе армии из резервных 58-й стрелковой бригады и 7-й гвардейской танковой бригады была сформирована подвижная группа. К 16 февраля 1943 года группе удалось вклиниться в оборону противника и перехватить дорогу, идущую от Макарьевской Пустыни на Вериговщину. Противник нанёс ряд контрударов с флангов прорыва и вдоль реки Лезна, и сумел отрезать часть подразделений группы, в результате чего в этот же день остановилось всё наступление армии: командование не смогло в последующие дни организовать хотя бы одну успешную атаку. В ночь с 20 на 21 февраля 1943 года окружённые подразделения пробились к частям армии. Их потери были огромны: из окружения вышло чуть более 100 человек. С 20 февраля 1943 года наступление 54-й армии было остановлено, армия до 23 февраля 1943 года ведёт бои по закреплению на достигнутых рубежах, после чего перешла к обороне.
Армия за время операции только убитыми потеряла 6151 человек и 431 человек пропавшими без вести.
В дальнейшем, вплоть до октября 1943 года армия продолжает вести частные боевые действия на занимаемом участке. 3 октября 1943 года немецкое командование приступило к сокращению линии фронта и начало отвод войск с Киришского плацдарма, который в течение почти двух лет безуспешно штурмовался с востока частями 4-й армии, и отсекался с запада войсками 54-й армии. Советское командование не сумело вовремя обнаружить отвод войск от Киришей, и в первой декаде октября 54-я армия приступила к преследованию отходящего противника, но уже 15 октября 1943 года была остановлена по рубежу реки Тигода.

### 1944

#### Новгородско-Лужская операция
1944 год начался для армии участием в Ленинградско-Новгородской операции. Перед армией стояла задача сковывания противника с целью не допустить переброски войск противника под Новгород.
Войска армии перешли в наступление на Любань и Чудово 16 января 1944 года. Наступление армии успеха не приносило, однако армия сковывала войска противника, не давая возможности маневрировать частями и направлять их к местам прорывов. Немецким войскам под давлением войск 54-й армии пришлось 20 января 1944 года оставить плацдарм у Грузино. Развитие наступление в полосе армии получило только в третьей декаде января 1944 года, когда немецкое командование, под угрозой окружения, начало отвод своих войск от Мги, Любани и Чудово. 24 января 1944 года войска армии вышли на подступы к Любани и Чудово, и в этот же день правофланговая 8-я армия передала свои войска, вышедшие к Тосно, в 54-ю армию. В боях с силами прикрытия соединения армии освободили Тосно 26 января 1944 года, Любань 28 января 1944 года.
28 января 1944 года советские войска освободили город Любань от немецко-фашистских захватчиков. Москва салютовала воинам-освободителям 12-ю артиллерийскими залпами из 124 орудий. При освобождении города Любани отличились и получили наименование "Любанских" 80, 177, 287, 374 стрелковые дивизии, 8 гвардейский артиллерийский полк, 29 гвардейский миномётный полк, 194 армейский миномётный полк, 124 танковый полк.
Освободили Чудово 29 января 1944 года, вышли к промежуточному рубежу обороны у Апраксина Бора. От Апраксина Бора, прорвав рубеж обороны, армия с боями начала продвигаться к Оредежу и Луге. 8 февраля 1944 года армия освободила Оредеж и 11 февраля 1944 года полевое управление армии с некоторыми соединениями было выведено из боёв, переброшено в район Шимска, где приняло под своё командование 14-й, 111-й, и 119-й стрелковые корпуса. 15 февраля 1944 года армия передана в Ленинградский фронт. После боёв по прорыву обороны у Шимска, на промежуточных позициях по рекам Мшага и Шелонь. приступила к преследованию противника в направлении Пскова.
На этом этапе операции армия прошла с боями более 130 километров, безвозвратно потеряв только 1518 человек, освободила города Сольцы 21 февраля 1944 года, Дно 24 февраля 1944 и Порхов 26 февраля 1944 года, к началу марта 1944 года выйдя к Псковско-Островскому укреплённому району на укреплённую линию «Пантера» в районе между Псковом и Островом (рубеж по реке Многа на участке Веска — Овсяниково — Чирский — Гриханика — Подсосемье) где наступление остановилось. С ходу преодолеть вражеские укрепления армии не удалось. Также неудачными оказались попытки взлома обороны 9-12 марта 1944 года и 30-31 марта 1944 года.
18 апреля 1944 года армия включена в состав сформированного 3-го Прибалтийского фронта, передала свою полосу войскам 67-й армии и передислоцирована в район Пушкинских Гор. С июля 1944 года принимает участие в Псковско-Островской наступательной операции.

#### Псковско-Островская операция
Ещё 11-16 июля 1944 года, до начала операции, армия уничтожила группы прикрытия противника на восточном берегу Великой, вышла к реке и захватила плацдарм на её западном берегу южнее Пушкинских Гор. Непосредственно в ходе операции, начавшейся 17 июля 1944 года, армия наступала в полосе главного удара войск фронта, с задачей уничтожить вражеские войска перед стрежневским плацдармом, нанося с этого плацдарма удар правым флангом вместе со смежным флангом 1-й ударной армии в направлении Курово, Аугшпилс, Малупе. Взломать оборону противника удалось в первый день наступления; в армии была создана подвижная группа из 288-й стрелковой дивизии и 122-й танковой бригады. Введённая в прорыв группа к полуночи 18 июля 1944 года овладела важным узлом дорог Красногородское и не дала возможности арьергардам противника закрепиться на рубеже реки Синяя. 18 июля 1944 года главными силами армия преодолела рубеж реки Синяя и к исходу этого дня отбросила противника за реку Льжа, в этот же день переправившись через реку Великая во всей полосе наступления. С боями части армии продолжили наступление на Аугшпилс, 22 июля 1944 года вышли к Абрене и освободили его, 30 июля 1944 армия освободила Балвы и остановилась перед мощной обороной противника на подступах к Гулбене. С этого рубежа армия перешла в наступление 10 августа 1944 года в ходе Тартуской операции.

#### Тартуская операция
Наступала на крайнем левом фланге фронта, обеспечивая своим наступлением южный фланг от возможных контрударов. Наступление развивалось в направлениях Гауйены и Леясциемса, в ходе наступления армия освободила Алуксне 19 августа 1944 года, Апе 27 августа 1944 года и Гулбене 28 августа 1944 года. Прорвать с ходу оборонительный рубеж «Валга» по река Гауя, к которому армия вышла в районе южнее Харглы, оказалось невозможным. С 14 сентября 1944 года переходит в наступление на Смилтене - Ригу, на юго-запад, с целью соединения с 10-й гвардейской армией, наступавшей на Смилтене с юга, окружения и уничтожения вражеской группировки юго-восточнее Смилтене.

#### Рижская операция
Однако прорвать сразу же оборонительный рубеж «Валга» оказалось не под силу, и армия ведёт тяжёлые бои на рубеже в течение нескольких дней. 10-я гвардейская армия также не могла похвастаться успехами. После 18 сентября 1944 года немецкие войска начали отвод своих потрёпанных войск на оборонительный рубеж «Цесис» и армия развивая наступление, с боями 23 сентября 1944 года взяла Смилтене, и, практически не задержавшись на рубеже «Цесис», к концу сентября 1944 года вышла к линии «Сигулда» несколько северо-восточнее Сигулды. В начале октября 1944 года ведёт бои на укреплённой линии. 10 октября 1944 армия передала свои войска в 1-ю ударную армию и 61-ю армию, управление армии выведено в резерв фронта. 16 октября 1944 года полевое управление армии выведено в резерв Ставки ВГК с дислокацией в районе Мадлиены, а 31 декабря 1944 года расформировано.

## Командование

### Командующие армией
- Маршал Советского Союза Кулик, Григорий Иванович (с 02.09.1941 по 25.09.1941);
- генерал-лейтенант Хозин, Михаил Семёнович (с 26.09.1941 по 26.10.1941);
- генерал-майор Федюнинский, Иван Иванович (с 27.10.1941 по 22.04.1942);
- генерал-майор  Сухомлин, Александр Васильевич (с 22.04.1942 по 11.03.1943);
- генерал-майор, с 25.09.1943  генерал-лейтенант Рогинский, Сергей Васильевич (с 11.03.1943 по 13.12.1944);

### Начальники штаба армии
- генерал-майор Сухомлин, Александр Васильевич (с 16.09.1941 по 28.01.1942);
- генерал-майор Березинский, Лев Самойлович (с 02.02.1942 по 17.06.1942);
- полковник, с 04.08.1942 генерал-майор  Викторов, Иван Михайлович (с 17.06.1942 по 05.06.1944);
- генерал-майор Крылов, Владимир Алексеевич (с 05.06.1944 по 27.07.1944);
- генерал-майор Кондратьев, Александр Кондратьевич (с 27.07.1944 по 26.11.1944);

### Члены Военного совета
- бригадный комиссар  Сычёв, Василий Андреевич (с 02.09.1941 по 24.02.1942);
- бригадный комиссар, с 06.12.1942 генерал-майор Холостов, Дмитрий Иванович (с 24.02.1942 по 05.03.1943);
- генерал-майор Емельяненко, Георгий Семёнович (с 05.03.1943 по 31.12.1944);

### Командующие артиллерией
- генерал-лейтенант Бессчастнов, Тимофей Андреевич
- генерал-майор артиллерии Дорофеев, Николай Васильевич (с 28 декабря 1941 года)[11].

### Командующие ВВС армии
- полковник Кретов Николай Прокофьевич[12], с 07.1941 по 21.12.1941 г.
- полковник Дементьев Федор Никитич (с 22 декабря 1941 года)[12][13][14]

## Боевой состав
В различное время в состав армии входили:
| Стрелковые соединения и части                        | Стрелковые соединения и части | Стрелковые соединения и части                                                | Стрелковые соединения и части                                                                     |
| Корпуса                                              | Дивизии | Бригады                                                                      | Иные части                                                                                        |
| ---------------------------------------------------- | --- | ---------------------------------------------------------------------------- | ------------------------------------------------------------------------------------------------- |
| 4 гвардейский стрелковый, 7, 99, 111, 124 стрелковые | 3, 4, 53 гвардейские стрелковые, 11, 18, 44, 65, 80, 115, 128, 165, 177, 198, 225, 228, 229, 239, 245, 256, 265, 281, 285, 286, 288, 294, 310, 311, 321, 364, 374, 378, 382 стрелковые | 14, 22, 32, 33, 53, 137, 140 стрелковые, 1 горнострелковая, 6 морской пехоты | 2, 150 укрепрайоны, 2 лыжный полк, 1, 2, 4, 5, 241, 242, 243, 273, 274, 275, 276 лыжные батальоны |

| Артиллерийские корпуса, дивизии и бригады | Артиллерийские корпуса, дивизии и бригады | Артиллерийские корпуса, дивизии и бригады | Артиллерийские корпуса, дивизии и бригады | Артиллерийские корпуса, дивизии и бригады        | Артиллерийские корпуса, дивизии и бригады | Артиллерийские корпуса, дивизии и бригады |  |
| Корпуса                                   | Дивизии                                   | Лёгкие и противотанковые бригады          | Гаубичные бригады                         | Пушечные бригады                                 | Миномётные бригады                        | Миномётные РС бригады                     |  |
| ----------------------------------------- | ----------------------------------------- | ----------------------------------------- | ----------------------------------------- | ------------------------------------------------ | ----------------------------------------- | ----------------------------------------- |  |
|                                           | 41, 45 зенитные                           | 35                                        |                                           | 35 гвардейская пушечная, 5 корпусная, 7 пушечная | 30                                        | 10, 12                                    |  |

| Артиллерийские полки                                                                            | Артиллерийские полки         | Артиллерийские полки | Артиллерийские полки                                          | Артиллерийские полки | Артиллерийские полки                             |  |
| Пушечные (в том числе армейские и корпусные)                                                    | Гаубичные                    | Противотанковые      | Миномётные                                                    | Миномётные РС        | Зенитные                                         |  |
| ----------------------------------------------------------------------------------------------- | ---------------------------- | -------------------- | ------------------------------------------------------------- | -------------------- | ------------------------------------------------ |  |
| 8, 13, 14, 40, 71, 223 гвардейские, 21, 24, 70, 129, 448, 488, 881, 882, 883, 1096, 1097, 1163, | полк АКУКС, 445, 1016, 1197, | 641, 648,            | без номера, 191, 192, 193, 194, 281, 499, 500, 503, 506, 534, | 28, 29, 30, 319, 321 | 244, 245, 463, 634, 737, 1465, 1466, 1467, 1469, |  |

| Артиллерийские дивизионы и иные части | Артиллерийские дивизионы и иные части | Артиллерийские дивизионы и иные части | Артиллерийские дивизионы и иные части | Артиллерийские дивизионы и иные части | Артиллерийские дивизионы и иные части |  |
| Тяжёлые и большой мощности            | Противотанковые                       | Миномётные                            | Миномётные РС                         | Зенитные                              | Иные                                  |  |
| ------------------------------------- | ------------------------------------- | ------------------------------------- | ------------------------------------- | ------------------------------------- | ------------------------------------- |  |
| 3, 317, 823                           |                                       | без номера                            | 2, 4, 50, 51, 115, 211,               | 15, 177, 213, 253, 461                | 3 дивизион аэростатов                 |  |

| Танковые, механизированные, самоходно-артиллерийские соединения и части | Танковые, механизированные, самоходно-артиллерийские соединения и части | Танковые, механизированные, самоходно-артиллерийские соединения и части | Танковые, механизированные, самоходно-артиллерийские соединения и части                                        | Танковые, механизированные, самоходно-артиллерийские соединения и части            | Танковые, механизированные, самоходно-артиллерийские соединения и части              |  |
| Корпуса                                                                 | Дивизии                                                                 | Бригады                                                                 | Полки | Батальоны                                                                          | Иные отдельные части                                                                 |  |
| ----------------------------------------------------------------------- | ----------------------------------------------------------------------- | ----------------------------------------------------------------------- | --- | ---------------------------------------------------------------------------------- | ------------------------------------------------------------------------------------ |  |
|                                                                         | 21                                                                      | 7 гвардейские, 16, 98, 122, 124                                         | 33 гвардейский танковый, 51, 124, 258, 261, 511 танковые, 768, 1196, 1197, 1433, 1434 самоходно-артиллерийские | 107, 500, 501, 502 танковые, 11, 34, 35, 40, 44 аэросанные, 48, 122 бронебатальоны | 23, 32, 48, 50 дивизионы бронепоездов, 4, 32, 60 бронепоезда, 22 зенитный бронепоезд |  |

| Военно-воздушные силы | Военно-воздушные силы | Военно-воздушные силы | Военно-воздушные силы                                      | Военно-воздушные силы                                  |  |
| Группы                | Дивизии               | Бригады               | Полки                                                      | Иные отдельные части                                   |  |
| --------------------- | --------------------- | --------------------- | ---------------------------------------------------------- | ------------------------------------------------------ |  |
| 3                     |                       |                       | 46, 127, 523, 563 истребительные, 18, 691 бомбардировочные | 12, 116 корректировочные и разведывательные эскадрильи |  |

| Инженерные, сапёрные, понтонно-мостовые и огнемётные части                | Инженерные, сапёрные, понтонно-мостовые и огнемётные части   | Инженерные, сапёрные, понтонно-мостовые и огнемётные части | Инженерные, сапёрные, понтонно-мостовые и огнемётные части | Инженерные, сапёрные, понтонно-мостовые и огнемётные части | Инженерные, сапёрные, понтонно-мостовые и огнемётные части |  |
| Бригады                                                                   | Инженерные батальоны                                         | Сапёрные батальоны                                         | Понтонно-мостовые батальоны                                | Минные                                                     | Огнемётные части                                           |  |
| ------------------------------------------------------------------------- | ------------------------------------------------------------ | ---------------------------------------------------------- | ---------------------------------------------------------- | ---------------------------------------------------------- | ---------------------------------------------------------- |  |
| 2 гвардейская специального назначения, 9 штурмовая, 12 инженерно-сапёрная | 2 гвардейский, 5, 35, 109, 132, 135, 136, 262, 364, 366, 539 | 2, 12, 367, 539,                                           | 33, 38, 55, 159                                            | 2, 8 гвардейские минёров                                   | не имелось                                                 |  |

### Помесячный боевой состав армии
| Помесячный боевой состав армии                                             | Помесячный боевой состав армии | Помесячный боевой состав армии | Помесячный боевой состав армии                                                                                                  | Помесячный боевой состав армии                | Помесячный боевой состав армии                                | Помесячный боевой состав армии |
| Дата (в составе фронта)                                                    | Стрелковые и кавалерийские соединения                                                                                                | Артиллерийские и миномётные соединения | Танковые и механизированные соединения                                                                                          | Авиация                                       | Инженерные и сапёрные части                                   | Огнемётные части               |
| -------------------------------------------------------------------------- | --- | --- | --- | --------------------------------------------- | ------------------------------------------------------------- | ------------------------------ |
| 01.10.1941 (Ленинградский фронт)                                           | 3, 4 гв., 128, 286, 294, 310 сд, 1 гсбр                                                                                              | 881, 882 ап РВГК, 2/5 гв. мп, 4/4 гв. мп | 21 тд, 16, 122 тбр | 3 рез. авиагруппа (иап – 4, бап – 3, шап – 1) | 5, 135, 136 миб 2, 367 осб                                    | -                              |
| 01.11.1941 (Ленинградский фронт)                                           | 3 гв., 128, 286, 294 сд, 1 гсбр | 881, 882 ап РВГК, 2/5 гв. мп и 4/4 гв. мп | 21 тд, 16, 122 тбр, 32, 60 отд. бронепоезда                                                                                     | -                                             | 5, 109, 135, 136 миб, 12 осб, 539 мсб                         | -                              |
| 01.12.1941 (Ленинградский фронт)                                           | 3 гв., 80, 128, 285, 286, 294, 310, 311 сд, 1 гсбр, 6 бр. морской пехоты, 1, 2, лыжб                                                 | 882 ап РВГК, огап (Акукс), 2/5 гв. мп и 4/4 гв. мп, 253 озад | 21 тд, 16, 122 тбр | 523, 563 иап                                  | 5, 109, 135, 136 миб, 12 осб, 539 мсб                         | -                              |
| 01.01.1942 (Ленинградский фронт)                                           | 3 гв., 80, 115, 128, 198, 281, 285, 286, 294, 311 сд, 1 гсбр, 6 бр. морской пехоты, 2 олыжп, 4, 5 олыжб                              | 882, 883 ап, гап (аккукс), 2/5 гв. мп, 4/4 гв. мп | 21 тд, 16, 122 тбр, 60 отд. бронепоезд                                                                                          | 18 бап, 46, 563 иап, 116 раэ                  | 5, 109, 135, 136, 262 оиб, 12 осб                             | -                              |
| 01.02.1942 (Ленинградский фронт)                                           | 3 гв., 11, 80, 115, 177, 198, 281, 285, 311 сд, 2 олыжп, 4, 5 олыжб                                                                  | 883 ап, гап (аккукс), 3 оадн о/м, 50, 51 огв. мдн | 122 тбр, 107 отб | 18, 691 бап                                   | 5, 136, 262 оиб                                               | -                              |
| 01.03.1942 ((Ленинградский фронт)                                          | 11, 80, 115, 177, 198, 281, 285, 311 сд, 6 бр. морской пехоты, 2 олыжп, 275, 276 олыжб                                               | 445 гап (без 1 д-на), 21, 883 ап, 50, 51 огв. мдн | 16, 122, 124 тбр, 107 отб, 60 отд. бронепоезд                                                                                   | 18 бап, 127 иап, 691 лбап                     | 5, 136, 262 оиб                                               | -                              |
| 01.04.1942 (((Ленинградский фронт)                                         | 4 гв. ск (3 гв. сд, 32, 33, 137, 140 сбр), 11, 80, 115, 198, 281, 285, 294, 311 сд, 2 олыжп, 241, 242, 243, 273, 274, 275, 276 олыжб | 13 гв., 21 ап, 445 гап, 40 гв. кап, 29 гв. мп, 50, 51, 115 огв. мдн | 16, 98, 122, 124 тбр, 40, 44 оаэсб                                                                                              | 18 бап, 127 иап, 691 лбап, 12 каэ             | 5, 109, 136, 262 оиб                                          | -                              |
| 01.05.1942 (Ленинградский фронт) (Группа войск Ленинградского направления) | 4 гв. ск (3 гв. сд, 32, 33, 137, 140 сбр, 241, 242, 243 олыжб), 11, 80, 115, 177, 198, 281, 285, 294, 311 сд, 6 бр. морской пехоты   | 13 гв., 21, 24 аап, 445 гап, 40 гв. кап, 29 гв. мп, 50, 51, 115 огв. мдн, 177 озадн                                                                                              | 16, 98, 122, 124 тбр, 40, 44 оаэсб                                                                                              | 18 бап, 127 иап, 691 лбап                     | 5, 109, 136, 262 оиб                                          | -                              |
| 01.06.1942 (Ленинградский фронт) (Ленинградская группа войск)              | 4 гв. ск (3 гв. сд, 32, 33, 137, 140 сбр), 11, 80, 115, 177, 198, 281, 285, 294, 311 сд, 6 бр. морской пехоты                        | 13 гв., 21, 24 аап, 3/445 гап, 40 гв. кап, 29 гв. мп, 51, 115 огв. мдн, 177 озадн                                                                                                | 16, 98, 122, 124 тбр | 18 бап, 127 иап,691 лбап                      | 5, 109, 136, 262 оиб                                          | -                              |
| 01.07.1942 (Волховский фронт)                                              | 4 гв. ск (3 гв. сд, 32, 33, 137, 140 сбр), 11, 80, 115, 177, 198, 281, 285, 294, 311 сд, 6 бр. морской пехоты                        | 113 гв., 21, 24 аап, 40 гв. кап, 3/445 гап, 29 гв. мп, 51, 115 огв. мдн, 177 озадн                                                                                               | 16, 98, 122, 124 тбр | 18 бап, 691 лбап                              | 5, 109, 136, 262 оиб                                          | -                              |
| 01.08.1942 (Волховский фронт)                                              | 4 гв. ск (3 гв. сд, 32, 33, 137, 140 сбр), 11, 80, 115, 177, 198, 281, 285, 294, 311 сд, 6 бр. морской пехоты                        | 13 гв., 21, 24 аап, 40 гв. кап, 3/445 гап, 29 гв. мп, 51 и 115 огв. мдн, 177 озадн                                                                                               | 16, 98, 122, 124 тбр | 18 бап, 691 лбап                              | 5, 109, 136, 262 оиб                                          | -                              |
| 01.09.1942 (Волховский фронт)                                              | 80, 115, 177, 198, 281, 285, 294, 311 сд, 6 бр. морской пехоты                                                                       | 13 гв., 21 аап, минп (б/н), 29 гв. мп, 51 огв. мдн, оминб (б/н), 461 озадн | 124 тбр, 122 отд. автобронебатальон                                                                                             | -                                             | 38 пмб, 136, 262 оиб                                          | -                              |
| 01.10.1942 (Волховский фронт)                                              | 115, 177, 198, 281, 285, 311 сд, 6 бр. морской пехоты                                                                                | 13 гв., 21 аап, минп (б/н), 29 гв. мп, 51 огв. мдн, оминб (б/н) | 124 тбр, 122 отд.автобронебатальон                                                                                              | -                                             | 132, 262 оиб, 38 пмб                                          | -                              |
| 01.11.1942 (Волховский фронт)                                              | 115, 177, 198, 281, 285, 294, 311 сд, 140 сбр, 6 бр. морской пехоты                                                                  | 13 гв., 21 аап, 1163 пап, 29 гв. мп, 51 огв. мдн | 124 тбр, 122 отд.автобронебатальон                                                                                              | -                                             | 38 пмб, 136 оиб                                               | -                              |
| 01.12.1942 (Волховский фронт)                                              | 115, 177, 198, 281, 285, 294, 311 сд, 140 сбр, 6 бр. морской пехоты                                                                  | 413 гв., 21, 24 аап, 823 оадн, 29 гв. мп, 51 огв. мдн, 461 озадн | 124 тбр, 48 отд. автобронебатальон                                                                                              | -                                             | 32 пмб, 366 оиб                                               | -                              |
| 01.01.1943 (Волховский фронт)                                              | 115, 177, 198, 281, 285, 294, 311 сд, 6 бр морской пехоты, 140 сбр                                                                   | 319 гв. мп, 461 озадн | 124 тбр, 48 оабрб | 691 сап                                       | 364 оиб                                                       | -                              |
| 01.02.1943 (Волховский фронт)                                              | 115, 177, 198, 281, 285, 294, 311 сд, 140 сбр, 6 бр морской пехоты                                                                   | 319 гв. мп, 461 озадн | 124 тбр, 48 оабрб | 691 сап                                       | 364 оиб                                                       | -                              |
| 01.03.1943 (Волховский фронт)                                              | 115, 165, 177, 198, 281, 285, 294, 311, 374, 378 сд, 14, 140 сбр, 6 бр морской пехоты                                                | 8, 13 гв., 70 аап, 1016, 1197 гап БМ, 191, 193, 194, 499, 503 аминп, 12 огв. мбр, 29, 30, 319 гв. мп, 45 зенад (737, 1465, 1466 зенап), 461 озадн                                | 122, 124 тбр, 1433, 1434 сап, 48 оабрб, 22 отд. зенит. бронепоезд                                                               | 691 сап                                       | 2 и 8 гв. батальоны минёров, 38 пмб, 135, 364 оиб, 539 оминсб | -                              |
| 01.04.1943 (Волховский фронт)                                              | 115, 177, 198, 281, 285, 294, 311 сд, 140 сбр, 6 бр морской пехоты                                                                   | 13 гв. аап | 124 тбр, 48 оабрб | -                                             | 364 оиб, 539 оминсб                                           | -                              |
| 01.05.1943 (Волховский фронт)                                              | 80, 115, 177, 198, 281, 285, 294, 311 сд, 140 сбр, 6 бр. морской пехоты                                                              | 13 гв. аап, 499 минп, 634 зенап (41 зенад) | 124 тбр, 48 оабрб | -                                             | 38 пмб, 364 оиб                                               | -                              |
| 01.06.1943 (Волховский фронт)                                              | 80, 115, 177, 198, 281, 285, 311 сд, 14 сбр                                                                                          | 13 гв. пап, 499 минп, 634 зенап (41 зенад) | 124 тбр, 48 оабрб | -                                             | 38 пмб, 364 оиб                                               | -                              |
| 01.07.1943 (Волховский фронт)                                              | 80, 115, 177, 198, 281, 285, 311 сд, 14 сбр                                                                                          | 13 гв. пап, 499 минп, 634 зенап (41 зенад) | 124 тбр, 48 оабрб | -                                             | 364 оиб                                                       | -                              |
| 01.08.1943 (Волховский фронт)                                              | 80, 115, 177, 198, 281, 285, 311 сд, 14 сбр                                                                                          | 3/13 гв. пап, 499 минп, 634 зенап (41 зенад) | 124 отп, 48 оабрб | -                                             | 364 оиб                                                       | -                              |
| 01.09.1943 (Волховский фронт)                                              | 80, 115, 177, 198, 281, 285 сд, 14 сбр                                                                                               | 3/13 гв. пап, 499 минп, 634 зенап (41 зенад) | 124 отп, 48 оабрб | -                                             | 364 оиб                                                       | -                              |
| 01.10.1943 (Волховский фронт)                                              | 80, 177, 198, 281, 285, 311 сд, 14 сбр                                                                                               | 13 гв. пап, 499 минп, 1467 зенап | 124 отп, 48 оабрб | -                                             | 364 оиб                                                       | -                              |
| 01.11.1943 (Волховский фронт)                                              | 7 ск (256, 382 сд), 80, 177, 198, 281, 285, 311 сд, 14 сбр                                                                           | 7 пабр (2 ад), 13 гв. пап, 194, 499 минп, 29 гв. мп, 244 и 463 зенап (41 зенад), 1467 зенап, 15 озадн                                                                            | 7 гв. тбр, 124 отп, 1434 сап, 501 отб, 48 оабрб                                                                                 | -                                             | 2 гв., 364, 539 оиб                                           | -                              |
| 01.12.1943 (Волховский фронт)                                              | 7 ск (256, 382 сд), 111 ск (44, 228 сд, 53 сбр), 80, 177, 198, 281, 285 сд, 14 сбр, 2 УР                                             | 7 пабр (2 ад), 13 гв., 1096, 1097 пап, 317 оадн БМ, 192, 194, 499 минп, 10 гв. мбр, 29 гв. мп, 211 гв. мдн (20 гв. мп), 244 и 463 зенап (41 зенад), 1467, 1469 зенап, 15 озадн   | 7 гв. тбр, 124 отп, 1434 сап, 107, 501 отб, 48 оабрб, 32, 48 одн брп                                                            | -                                             | 9 шисбр, 2 гв. ибр с/н, 2 гв., 364, 539 оиб, 38 пмб           | -                              |
| 01.01.1944 (Волховский фронт)                                              | 111 ск (44, 288 сд), 115 ск (281, 285 сд, 14, 53 сбр), 80, 177, 198 сд, 2 УР                                                         | 1097 пап, 194, 499 минп, 29 гв. мп, 244 и 463 зенап (41 зенад), 1467, 1469 зенап, 15 озадн                                                                                       | 124 отп, 107, 501 отб, 48 оабрб, 32, 48 одн брп, 22 озенбрп                                                                     | -                                             | 2 гв. ибр с/н, 9 шисбр, 8 гв. батальон минёров, 364, 539 оиб  | -                              |
| 01.02.1944 (Волховский фронт)                                              | 111 ск (18, 44, 80 сд), 115 ск (281, 374 сд, 14, 53 сбр), 124 ск (управление), 22 сбр, 2 УР                                          | 8 гв., 1097 пап, 192, 194, 499 минп, 29 гв. мп, 244 зенап (41 зенад), 1467 зенап, 15, 177 озадн                                                                                  | 124 отп, 107 отб, 32, 48 одн брп, 48 оабрб                                                                                      | -                                             | 8 гв. батальон минёров, 364, 539 оиб, 38 пмб                  | -                              |
| 01.03.1944 (Ленинградский фронт)                                           | 99 ск (229, 265, 311 сд), 111 ск (44, 225, 288 сд), 119 ск (198, 285, 364 сд), 2, 150 УР                                             | 13, 71 и 223 гв., 1096, 1097 пап, 30 минбр, 192, 194, 499, 500, 506 минп, 28 гв. мп, 41 зенад (244, 245, 463, 634 зенап), 1467 зенап, 461 озадн                                  | 16 тбр, 33 гв., 258 отп, 1196, 1197 сап, 107, 500, 501, 502 отб, 11, 34, 35, 44 оаэсб, 48 оабрб, 23, 32, 48, 50 одн брп, 4 обрп | -                                             | 2 гв. ибр с/н, 12 исбр, 35, 135, 364, 539 оиб, 38, 55 пмб     | -                              |
| 01.04.1944 (Ленинградский фронт)                                           | 7 ск (65, 239, 310 сд), 111 ск (44, 225, 288 сд), 119 ск (198, 285, 364 сд)                                                          | 13, 14, 71 и 223 гв., 448, 1096 пап, 641 иптап, 30 минбр, 500, 534 минп, 10 гв. мбр, 28 и 321 гв. мп, 3 овпдаан, 41 зенад (244, 245, 463, 634 зенап), 1467 зенап, 213, 461 озадн | 33 гв., 51, 258, 261 отп, 1196, 1197 сап, 48 оабрб                                                                              | -                                             | 35, 135, 364, 539 оиб, 38 пмб                                 | -                              |
| 01.05.1944 (3-й Прибалтийский фронт)                                       | 7 ск (53 гв., 229, 311 сд), 111 ск (44, 225, 288 сд)                                                                                 | 129 кап, 13 и 223 гв., 488 пап, 500 минп, 10 гв. мбр, 28, 321 гв. мп, 3 овпдаан, 41 зенад (244, 245, 463, 634 зенап), 1467 зенап, 213, 461 озадн                                 | - | -                                             | 12 исбр, 364, 539 оиб, 38, 159 пмб                            | -                              |
| 01.06.1944 (3-й Прибалтийский фронт)                                       | 7 ск (53 гв., 229, 311 сд), 111 ск (44, 225, 288 сд)                                                                                 | 129 кпап, 13 гв., 448 пап, 223 гв. пап (16 гв. пабр), 648 иптап, 500 минп, 10 гв. мбр, 321 гв. мп, 3 овпдаан, 41 зенад (245, 463 зенап), 1467 зенап                              | 258, 511 отп, 1433 сап | -                                             | 12 исбр, 159 пмб                                              | -                              |
| 01.07.1944 (3-й Прибалтийский фронт)                                       | 7 ск (53 гв., 229 сд), 111 ск (44, 225, 288 сд)                                                                                      | 35 гв. пабр, 129 кпап, 648 иптап, 30 минбр, 500 минп, 321 гв. мп, 1467 зенап | 258 отп | -                                             | 12 исбр                                                       | -                              |
| 01.08.1944 (3-й Прибалтийский фронт)                                       | 7 ск (229, 245, 374 сд), 111 ск (225, 288, 321 сд)                                                                                   | 5 кабр, 35 гв. пабр, 129 кпап, 35 иптабр, 648 иптап, 281, 500 минп, 28, 321 гв. мп, 45 зенад (737, 1466 зенап), 1467 зенап                                                       | 511 отп, 768 сап | -                                             | 12 исбр                                                       | -                              |
| 01.09.1944 (3-й Прибалтийский фронт)                                       | 7 ск (198, 229 сд), 123 ск (225, 285, 364, 374 сд)                                                                                   | 35 гв. пабр, 648 иптап, 500 минп, 321 гв. мп, 1467 зенап | - | -                                             | 12 исбр                                                       | -                              |
| 01.10.1944 (3-й Прибалтийский фронт)                                       | 225, 229, 285, 374 сд | 35 гв. пабр, 648 иптап, 500 минп, 1467 зенап | - | -                                             | 12 исбр                                                       | -                              |
| 01.11.1944 (Резерв Ставки ВГК)                                             | - | 35 гв. пабр, 648 иптап, 500 минп, 1467 зенап | - | -                                             | 12 исбр                                                       | -                              |
| 01.12.1944 (Резерв Ставки ВГК)                                             | - | 35 гв. пабр, 648 иптап, 500 минп, 1467 зенап | - | -                                             | 12 исбр                                                       | -                              |